# Carl Gustav Witt

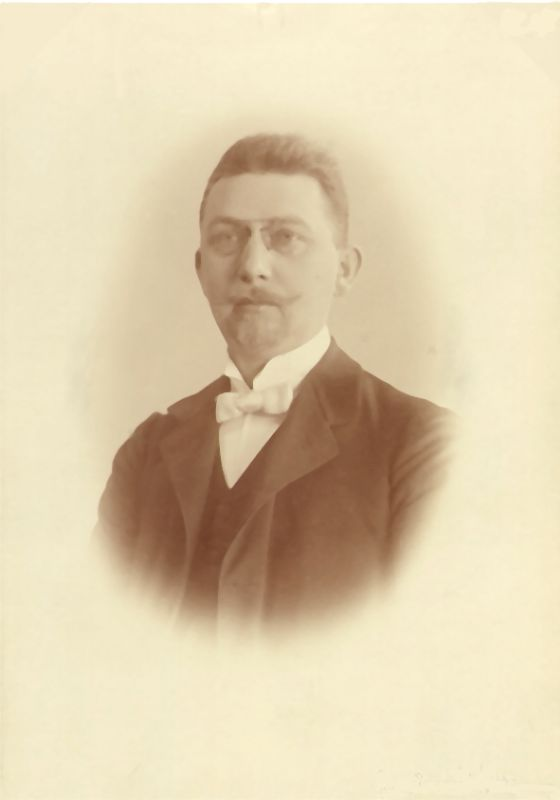
Carl Gustav Witt

Carl Gustav Witt (29 de outubro de 1866 - 3 de janeiro de 1946) foi um astrônomo alemão e descobridor de dois asteróides que trabalhou no Berlin Urania Observatory, um observatório popular da associação astronômica Urania de Berlim.

## Carreira
Ele escreveu uma tese de doutorado sob a direção de Julius Bauschinger. Witt descobriu dois asteroides, principalmente o 433 Eros, o primeiro asteroide com nome masculino e o primeiro objeto próximo da Terra conhecido. Sua primeira descoberta de planeta menor foi o asteroide 422 Berolina, do cinturão principal, que leva o nome latino de sua cidade adotiva.
O planeta menor 2732 Witt – um asteróide tipo A do cinturão principal, descoberto por Max Wolf no Observatório de Heidelberg em 1926 – foi nomeado em sua memória pelo astrônomo americano e diretor de longa data do MPC, Brian G. Marsden. A citação de nomes foi publicada em 22 de setembro de 1983 (MPC 8153).